# Nervus subclavius

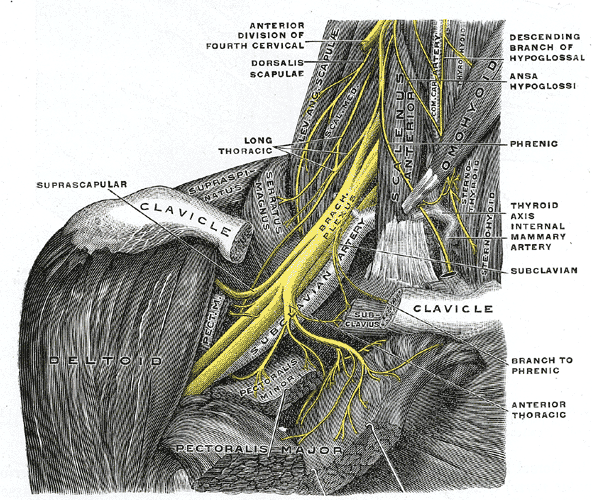
Plexus brachialis mit Nervus subclavius („subclavian“)

Der Nervus subclavius oder Unterschlüsselbeinnerv ist ein zarter motorischer Nerv des Armgeflechts (Plexus brachialis). 
Er entspringt beim Menschen aus der Vereinigungsstelle des fünften und sechsten Halsnervens, überkreuzt die Arteria subclavia und zieht zum Musculus subclavius, den er innerviert. Der Nervus subclavius hat zumeist einen zarten Verbindungsast zum Nervus phrenicus.
Bei den Haustieren, mit Ausnahme des Pferdes, ist der Nerv wie auch der gleichnamige Muskel nicht ausgebildet.